# Георгій Цирекідзе
Георгій Цирекідзе (груз. გიორგი ცირეკიძე; нар. 9 серпня 1986, Кутаїсі, Імеретія) — грузинський борець греко-римського стилю, бронзовий призер чемпіонату Європи.

## Життєпис
Боротьбою почав займатися з 1998 року.
Тренери — Володимир Адеїшвілі (з 2006), Елгуджа Мароашвілі (з 1998).

## Спортивні результати на міжнародних змаганнях

### Виступи на Чемпіонатах світу
| Змагання                        | Збірна | Вагова категорія                 | Місце |
| ------------------------------- | ------ | -------------------------------- | ----- |
| Чемпіонат світу з боротьби 2013 | Грузія | греко-римська боротьба, до 84 кг | 11    |
| Чемпіонат світу з боротьби 2014 | Грузія | греко-римська боротьба, до 80 кг | 22    |

### Виступи на Чемпіонатах Європи
| Змагання                         | Збірна | Вагова категорія                 | Місце  |
| -------------------------------- | ------ | -------------------------------- | ------ |
| Чемпіонат Європи з боротьби 2014 | Грузія | греко-римська боротьба, до 80 кг | Бронза |

### Виступи на інших змаганнях
| Змагання                                         | Збірна | Вагова категорія                 | Місце  |
| ------------------------------------------------ | ------ | -------------------------------- | ------ |
| Золотий Гран-прі з боротьби 2010 (Баку)          | Грузія | греко-римська боротьба, до 74 кг | Срібло |
| Турнір Г. Картозія і В. Балавадзе 2011           | Грузія | греко-римська боротьба, до 74 кг | 5      |
| Золотий Гран-прі з боротьби 2011 (Баку)          | Грузія | греко-римська боротьба, до 84 кг | 17     |
| Золотий Гран-прі з боротьби 2012 (Стамбул)       | Грузія | греко-римська боротьба, до 84 кг | 5      |
| Турнір Вехбі Емре 2013                           | Грузія | греко-римська боротьба, до 84 кг | 5      |
| Кубок Ядегара Імама 2013                         | Грузія | греко-римська боротьба, до 84 кг | 9      |
| Кубок Владислава Пітласинські 2013               | Грузія | греко-римська боротьба, до 84 кг | 27     |
| Вогні Москви 2013                                | Грузія | греко-римська боротьба, до 84 кг | Срібло |
| Золотий Гран-прі з боротьби 2013 (Баку)          | Грузія | греко-римська боротьба, до 84 кг | 5      |
| Золотий Гран-прі з боротьби 2014 (Париж)         | Грузія | греко-римська боротьба, до 80 кг | Золото |
| Золотий Гран-прі з боротьби 2014 (Сомбатгей)     | Грузія | греко-римська боротьба, до 80 кг | 13     |
| Золотий Гран-прі з боротьби 2014 (Баку)          | Грузія | греко-римська боротьба, до 80 кг | 10     |
| Гран-прі FILA 2015                               | Грузія | греко-римська боротьба, до 80 кг | Срібло |
| Міжнародний турнір Любомира Івановича-Гедзи 2015 | Грузія | греко-римська боротьба, до 85 кг | 10     |
| Кубок Владислава Пітласинські 2015               | Грузія | греко-римська боротьба, до 80 кг | 5      |
| Турнір Вехбі Емре і Гаміта Каплана 2016          | Грузія | греко-римська боротьба, до 85 кг | Бронза |
| Кубок Владислава Пітласинські 2016               | Грузія | греко-римська боротьба, до 85 кг | 9      |
| Кубок Тахті 2017                                 | Грузія | команда                          | Срібло |
| Турнір Вехбі Емре і Гаміта Каплана 2017          | Грузія | греко-римська боротьба, до 80 кг | Бронза |
| Турнір Г. Картозія і В. Балавадзе 2017           | Грузія | греко-римська боротьба, до 80 кг | 7      |
| Міжнародний меморіал Дейва Шульца 2017           | Грузія | греко-римська боротьба, до 87 кг | Срібло |